# Delegati dalle Hawaii al Congresso degli Stati Uniti d'America

Suddivisione dei seggi nello stato federato delle Hawaii

Sin dall'ingresso delle Hawaii negli Stati Uniti d'America, nel 1959, sono rappresentate al Congresso degli Stati Uniti da una delegazione al Senato e alla Camera dei rappresentanti. Ogni stato elegge due senatori con mandati di sei anni, a prescindere dalla popolazione dello stato; quelli delle Hawaii appartengono alle classi 1 e 3. Lo stato elegge inoltre un numero di rappresentanti alla Camera in maniera proporzionale alla popolazione, ogni due anni; attualmente le Hawaii eleggono due deputati alla Camera, numero confermato in seguito al censimento del 2020. Il numero di delegati è invariato sin dal 1963.

## Camera dei rappresentanti

### Delegati attuali
La delegazione ha un totale di due membri in carica, entrambi democratici.
| Distretto | Rappresentante | Partito     | CPVI (2025) | Inizio mandato | Mappa del distretto |
| --------- | -------------- | ----------- | ----------- | -------------- | ------------------- |
| 1         | Ed Case        | Democratico | D+13        | 3 gennaio 2019 |                     |
| 2         | Jill Tokuda    | Democratico | D+12        | 3 gennaio 2023 |                     |

## Senato degli Stati Uniti d'America
| Senatore di Classe 1 | Congresso       | Senatore di Classe 3 |
| -------------------- | --------------- | -------------------- |
| Hiram Fong (R)       | 86 (1959–1961)  | Oren E. Long (D)     |
| Hiram Fong (R)       | 87 (1961–1963)  | Oren E. Long (D)     |
| Hiram Fong (R)       | 88 (1963–1965)  | Daniel Inouye (D)    |
| Hiram Fong (R)       | 89 (1965–1967)  | Daniel Inouye (D)    |
| Hiram Fong (R)       | 90 (1967–1969)  | Daniel Inouye (D)    |
| Hiram Fong (R)       | 91 (1969–1971)  | Daniel Inouye (D)    |
| Hiram Fong (R)       | 92 (1971–1973)  | Daniel Inouye (D)    |
| Hiram Fong (R)       | 93 (1973–1975)  | Daniel Inouye (D)    |
| Hiram Fong (R)       | 94 (1975–1977)  | Daniel Inouye (D)    |
| Spark Matsunaga (D)  | 95 (1977–1979)  | Daniel Inouye (D)    |
| Spark Matsunaga (D)  | 96 (1979–1981)  | Daniel Inouye (D)    |
| Spark Matsunaga (D)  | 97 (1981–1983)  | Daniel Inouye (D)    |
| Spark Matsunaga (D)  | 98 (1983–1985)  | Daniel Inouye (D)    |
| Spark Matsunaga (D)  | 99 (1985–1987)  | Daniel Inouye (D)    |
| Spark Matsunaga (D)  | 100 (1987–1989) | Daniel Inouye (D)    |
| Spark Matsunaga (D)  | 101 (1989–1991) | Daniel Inouye (D)    |
| Daniel Akaka (D)     |                 | Daniel Inouye (D)    |
| 102 (1991–1993)      |                 | Daniel Inouye (D)    |
| 103 (1993–1995)      |                 | Daniel Inouye (D)    |
| 104 (1995–1997)      |                 | Daniel Inouye (D)    |
| 105 (1997–1999)      |                 | Daniel Inouye (D)    |
| 106 (1999–2001)      |                 | Daniel Inouye (D)    |
| 107 (2001–2003)      |                 | Daniel Inouye (D)    |
| 108 (2003–2005)      |                 | Daniel Inouye (D)    |
| 109 (2005–2007)      |                 | Daniel Inouye (D)    |
| 110 (2007–2009)      |                 | Daniel Inouye (D)    |
| 111 (2009–2011)      |                 | Daniel Inouye (D)    |
| 112 (2011–2013)      |                 | Daniel Inouye (D)    |
| Brian Schatz (D)     |                 |                      |
| Mazie Hirono (D)     | 113 (2013–2015) |                      |
| Mazie Hirono (D)     | 114 (2015–2017) |                      |
| Mazie Hirono (D)     | 115 (2017-2019) |                      |
| Mazie Hirono (D)     | 116 (2019-2021) |                      |
| Mazie Hirono (D)     | 117 (2021-2023) |                      |
| Mazie Hirono (D)     | 118 (2023-2025) |                      |
| Mazie Hirono (D)     | 119 (2025-2027) |                      |